# The Others
The Others (literalment en català "Els altres") és una pel·lícula de misteri i suspens dirigida l'any 2001 per Alejandro Amenábar, en part inspirada en la novel·la Un altre pas de rosca (1898) de Henry James i protagonitzada per Nicole Kidman. És una coproducció espanyola, francesa i nord-americana.
Es va filmar en localitzacions de Cantàbria i Madrid, encara que la història està ambientada a l'illa de Jersey. En el seu moment, va ser la pel·lícula espanyola més taquillera de la història, amb més de 68.000.000$ recaptats només als Estats Units.
Va guanyar vuit premis Goya, incloent els premis a la millor pel·lícula i al millor director, i Nicole Kidman va ser candidata a la millor actriu.

## Argument
La història se situa poc després de la Segona guerra mundial, a Anglaterra. Grace (Nicole Kidman) viu en un casal aïllat educant sola els seus dos fills, Anne (Alakina Mann) i Nicholas (James Bentley). Aquests pateixen una estranya malaltia: no poden rebre directament la llum del dia. Per això, la casa sempre està a les fosques i mai no es pot obrir cap porta si no s'ha tancat abans l'anterior. Però aquesta vida ben organitzada canvia quan arriben tres nous servents i comencen a passar esdeveniments estranys provocats pels "altres".

## Repartiment
- Nicole Kidman: Grace Stewart
- Fionnula Flanagan: Sra. Bertha Mills
- Christopher Eccleston: Charles Stewart
- Alakina Mann: Anne Stewart
- James Bentley: Nicholas Stewart
- Eric Sykes: Sr. Edmund Tuttle
- Elaine Cassidy: Lydia
- Renée Asherson: senyora gran
- Gordon Reid: assistenta
- Keith Allen: Sr. Marlish
- Michelle Fairley: Sra. Marlish
- Alexander Vince: Victor Marlish
- Aldo Grilo: jardiner

## Premis i nominacions

### Premis Goya
| Any  | Categoria                        | Persona                                                       | Resultat   |
| ---- | -------------------------------- | ------------------------------------------------------------- | ---------- |
| 2002 | Millor pel·lícula                | Millor pel·lícula                                             | Guanyadora |
| 2002 | Millor director                  | Alejandro Amenábar                                            | Guanyador  |
| 2002 | Millor actriu                    | Nicole Kidman                                                 | Nominada   |
| 2002 | Millor actriu revelació          | Alakina Mann                                                  | Nominada   |
| 2002 | Millor actor revelació           | James Bentley                                                 | Nominat    |
| 2002 | Millor guió original             | Alejandro Amenábar                                            | Guanyadors |
| 2002 | Millor música original           | Alejandro Amenábar                                            | Nominat    |
| 2002 | Millor fotografia                | Javier Aguirresarobe                                          | Guanyador  |
| 2002 | Millor muntatge                  | Nacho Ruiz Capillas                                           | Guanyador  |
| 2002 | Millor direcció artística        | Benjamín Fernández                                            | Guanyador  |
| 2002 | Millor direcció de producció     | Miguel Ángel González Emiliano Otegui                         | Guanyadors |
| 2002 | Millor disseny de vestuari       | Sonia Grande                                                  | Nominada   |
| 2002 | Millor maquillatge i perruqueria | Ana López Puigcerver Belén López Puigcerver                   | Nominades  |
| 2002 | Millor so                        | Tim Cavagin Daniel Goldstein Alfonso Raposo Ricardo Steinberg | Guanyadors |
| 2002 | Millors efectes especials        | Félix Bergés Derek Langley Pedro Moreno Rafael Solórzano      | Nominats   |

### Premi Globus d'Or
| Any  | Categoria               | Persona       | Resultat |
| ---- | ----------------------- | ------------- | -------- |
| 2002 | Millor Actriu Dramàtica | Nicole Kidman | Nominada |